# ديك غريفين
ديك غريفين (بالإنجليزية: Dick Griffin)‏ هو عازف جاز أمريكي، ولد في 1940 في جاكسون في الولايات المتحدة.

## وصلات خارجية
- ديك غريفين على موقع ميوزك برينز (الإنجليزية)
- ديك غريفين على موقع أول ميوزيك (الإنجليزية)
- ديك غريفين على موقع ديسكوغز (الإنجليزية)